# Greatest Hits (Cher)
Greatest Hits è un album discografico di raccolta della cantante e attrice statunitense Cher, pubblicato nel 1974.

## Tracce
Lato A
1. Dark Lady – 3:26
2. The Way of Love – 2:29
3. Don't Hide Your Love – 2:50
4. Half-Breed – 2:47
5. Train of Thought – 2:35

Lato B
1. Gypsys, Tramps & Thieves – 2:35
2. I Saw a Man and He Danced with His Wife – 3:14
3. Carousel Man – 3:05
4. Living in a House Divided – 2:59
5. Melody – 2:36